# Jaciment arqueològic de Pedra Dreta
La Pedra Dreta és un jaciment arqueològic del Paleolític inferior localitzat a Sant Julià de Ramis (Girònès), inclòs a l'Inventari del Patrimoni Arqueològic i Paleontològic de Catalunya.

## Descripció
Es tracta d'un abric habitacional, format per una visera de travertins, actualment quasi totalment esfondrat. Correspon al Paleolític inferior (premosterià) i està situat en la confluència del torrent de can Garriga i el riu Ter, a 25 metres sobre el nivell actual del riu, per la seva ribera esquerra, prop del Congost. Aquesta estació pren el nom d'un menhir aixecat amb un bloc de travertí que a principi del segle XX encara era visible.
Sobre l'enclotament del Torrent de La Garriga, en el vessant esquerre, es forma un creixement en visera del travertí que crea un abric. Aquest jaciment fou destruït d'antic pel camí de Cornellà de Terri, i més recentment per un camí d'accés als cultius.

## Descobriment i intervencions arqueològiques
Jaciment descobert per F. Riuró el 1965, i prospectat per l'Associació Arqueològica de Girona els anys 1976 i 1977 i excavat l'any 1991.

## Troballes
S'hi ha recuperat material lític i fauna en abundància, tot i que no s'ha pogut reconstruir l'estratigrafia del jaciment.
- Indústria: Del conjunt de 326 peces lítiques predominen les ascles (75%) per sobre dels còdols tallats (8%) i els fragments (15%). Les matèries primeres més abundants són el quars i les roques filonianes. La totalitat dels còdols tallats són "chopping-tools", davant l'absència total de "choppers". Quant a tècniques de talla, hi són presents en elevada proporció la bifacial, la multifacial i la centrípeta. Del conjunt d'esclats, només un 4% és transformat en útils que tipològicament corresponen a una rascadora, un burí i tres ganivets de dors.[1]
- Fauna: Per dentadura. Un èquid adult, un rinoceront. Post cranial: diàfasis d'ossos llargs de diferents mamífers de talla mitjana. Per l'arcaïsme de la indústria sobre còdol i fragment, la presència de tècnica llevalloisiana, el baix índex laminar, la manca de sílex i d'útils del Paleolític Superior i la presència d'un rinoceront, el conjunt se situa en un pre-Würm o un Würm molt antic.[1]